# Football Manager 2012
Football Manager 2012 (сокращённо Football Manager 12 или FM12) — компьютерная игра, симулятор футбольного менеджмента, часть серии Football Manager. Игра разработана компанией Sports Interactive на платформы Microsoft Windows и Mac OS X. Игра поступила в продажу 21 октября 2011 года. В России издаётся компанией 1С-СофтКлаб. Это первая игра из серии Football Manager, которая распространяется через сервис цифровой дистрибуции Steam.

## Новшества
- Главным новшеством Football Manager 2012 стала возможность динамического включения/отключения лиг в ходе карьеры без начала нового сейва (новой игры).
- Возможность анализировать каждого отдельного игрока команды. Ведение статистики ведётся на основе реально существующих программ некоторых скаутских агентств.
- Важную роль во время матча играют погодные условия. Они влияют на определённый ряд параметров.
- Пользователь имеет возможность тесно общаться со всеми членами футбольной команды. Выбирается манера и стиль общения, чтобы ободрить игроков или же настроить враждебно.

## Отзывы
| Сводный рейтинг       | Сводный рейтинг |
| Агрегатор             | Оценка          |
| --------------------- | --------------- |
| GameRankings          | 84,00 %         |
| Русскоязычные издания |                 |
| Издание               | Оценка          |
| Absolute Games        | 80 %            |